# Кресенсак е Писо
Кресенсак е Писо (фр. Creyssensac-et-Pissot) насеље је и општина у југозападној Француској у региону Аквитанија, у департману Дордоња која припада префектури Периже.
По подацима из 2011. године у општини је живело 241 становника, а густина насељености је износила 27,96 становника/km². Општина се простире на површини од 8,62 km². Налази се на средњој надморској висини од 208 метара (максималној 236 m, а минималној 108 m).

## Демографија
| 1962. | 1968. | 1975. | 1982. | 1990. | 1999. | 2011. |
| ----- | ----- | ----- | ----- | ----- | ----- | ----- |
| 121   | 138   | 128   | 126   | 178   | 201   | 241   |

График промене броја становника у току последњих година